# یوهان ملکیور گوزه

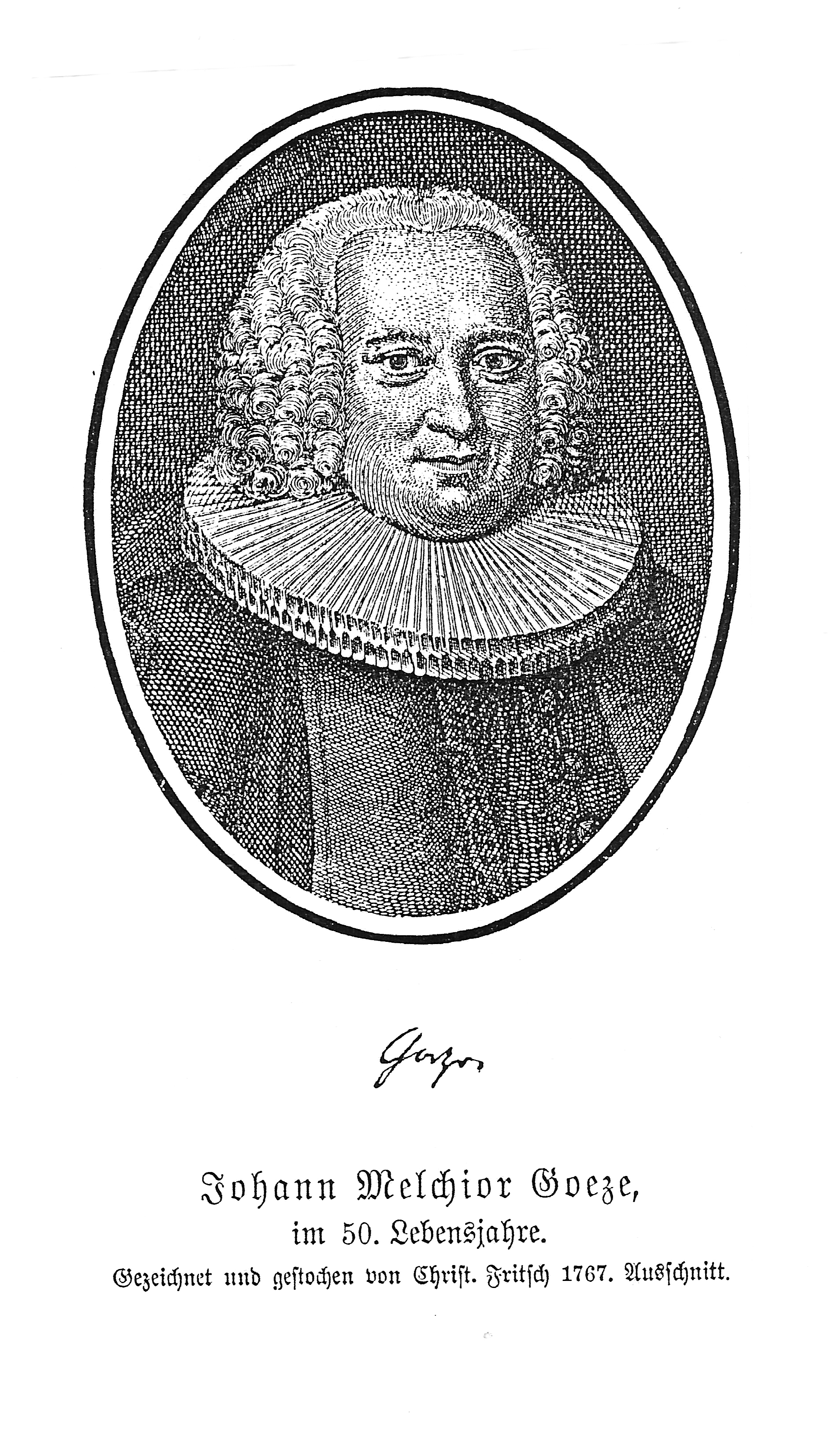
یوهان ملکیور گوزه

جوهان ملچور گوز یک کشیش لوتر و الهیات دان در دورهٔ آرتهوڈوکسی بود. از سال ۱۷۶۰ تا ۱۷۷۰ به عنوان ارشد هامبورگ به عنوان رهبر معنوی کلیسا لوترانی خدمت کرد.
گوئز در دانشگاه‌های ینا و هاله تحصیل کرد و یک پایان‌نامه دکتری در مورد عذرخواهی مسیحیان اولیه نوشت. در سال ۱۷۴۱، او در آشرسلیبن کشیش شد. در سال ۱۷۵۰، او خدمت خود را به ماگدبورگ، دوک نشین ماگدبورگ برد و از سال ۱۷۵۵ به بعد به عنوان کشیش در سنت کاترین هامبورگ خدمت کرد.